# Stor-Bjärntjärnen (Burträsks socken, Västerbotten)
Stor-Bjärntjärnen är en sjö i Skellefteå kommun i Västerbotten och ingår i Rickleåns huvudavrinningsområde.